# Northern Limit Line

Het betwiste gebied in de Gele Zee. De blauwe lijn is de NLL en de rode lijn is het voorstel van Noord-Korea. De eilanden met de nummers 1, 2 en 3 zijn Zuid-Koreaanse grondgebied.

De Northern Limit Line of North Limit Line (NLL) (Koreaans: 북방한계선 ) is een omstreden maritieme demarcatielijn in de Gele Zee tussen de Democratische Volksrepubliek Korea in het noorden en de Republiek Korea in het zuiden. Deze lijn ten westen van het Koreaanse schiereiland fungeert als de de facto maritieme grens tussen beide landen.

## Ligging
De lijn loopt tussen het vasteland van de provincie Gyeonggi-do, dat vóór 1945 deel uitmaakte van Hwanghae, en de aangrenzende eilanden voor de kust, waaronder Yeonpyeong en Baengnyeongdo die tot Zuid-Korea behoren. De lijn strekt zich vanaf het midden van de Koreaanse gedemilitariseerde zone in westelijke richting uit in de Gele Zee die in Korea ook wel bekend staat als West Zee.

## Oorsprong
De Koreaanse Oorlog werd afgesloten met een wapenstilstandsovereenkomst in 1953. Dit document werd ondertekend door Noord-Korea en het VN-commando (UNC). In deze overeenkomst staat dat in het zeegebied in kwestie het vasteland in Noord-Korea ligt en de eilanden onderdeel uitmaken van Zuid-Korea.
De partijen werden het niet eens over een maritieme demarcatielijn. Het belangrijkste verschil was de afbakening van de territoriale wateren. De UNC wilde twee zeemijl (3,7 kilometer) of maximaal drie zeemijl (5,6 km) toestaan, de gebruikelijke afstand in die tijd, terwijl Noord-Korea 12 zeemijl (22 km) voor de kust claimde. De 12 mijl grens kwam pas in de jaren zeventig internationaal in gebruik.
In augustus 1953, kort na de inwerkingtreding van de wapenstilstandsovereenkomst, probeerde de Zuid-Koreaanse regering van president Syngman Rhee Noord-Korea aan de westkust aan te vallen. Hierbij werd de overeenkomst genegeerd, die Zuid-Korea overigens niet heeft ondertekend. Het UNC heeft toen een zeegrens getrokken, de "Northern Limit Line" (NLL), om duidelijk te maken tot hoever het Zuid-Koreaanse leger in de Gele Zee bij het vasteland van Noord-Korea kon komen. Later is het meer de zuidgrens voor Noord-Koreaanse schepen geworden.

## Betwist gebied
Noord-Korea heeft nimmer de NLL erkend al heeft het land zich er wel aangehouden. Pas in 1973 begon Noord-Korea de NLL te betwisten. Na het Verdrag van de Verenigde Naties inzake het recht van de zee getekend in 1982, verhinderde de NLL dat Noord-Korea een exclusieve economische zone kon instellen om de visserij in het gebied te controleren.
De Noord-Koreaanse en Zuid-Koreaanse marine patrouilleren regelmatig in het gebied rond de NLL. Noord-Koreaanse die dicht bij de grenslijn actief zijn, worden begeleid door Noord-Koreaanse marineschepen. 
Sinds september 1999 claimt Noord-Korea een meer zuidelijke "West Sea Military Demarcation Line" (ook wel "Inter-Koreaanse MDL" genoemd). Deze lijn ligt in het verlengde van de landgrens op gelijke afstand van Noord- en Zuid-Korea. Er zijn smalle toegangsroutes ingetekend voor het zeeverkeer van en naar de Zuid-Koreaanse eilanden onder de Noord-Koreaanse kust. Zuid-Korea accepteert dit niet, en staat op het standpunt de NLL resoluut zal worden gehandhaafd zolang er geen nieuwe afspraak is gemaakt met Noord-Korea over de grenslijn. 
Op 4 oktober 2007 bespraken de Zuid-Koreaanse president Roh Moo-hyun en de Noord-Koreaanse leider Kim Jong-il de kwestie van de NLL. Zij kwamen tot een overeenstemming om een speciale vredes- en samenwerkingszone in de West Zee te creëren. De volgende Zuid-Koreaanse president Lee Myung-bak verwierp deze visie en benoemde de NLL als een cruciale grens die bijdraagt aan het bewaren van de vrede op ons land.
Op 27 april 2018 namen Kim Jong-un en Moon Jae-in de Panmunjom-verklaring voor vrede, welvaart en eenwording van het Koreaanse schiereiland aan. Hierin staat ook dat de gebieden rond de NLL zouden worden omgevormd tot een maritieme vredeszone om onbedoelde militaire botsingen te voorkomen en veilige visserijactiviteiten te garanderen.

### Gewapende conflicten
Langs de NLL waren diverse confrontaties tussen Noord- en Zuid-Koreaanse vissersboten en marineschepen. Omdat in deze wateren veel blauwe krabben zitten, worden de botsingen over zee soms de "Kraboorlogen" genoemd.
Enkele incidenten waren:

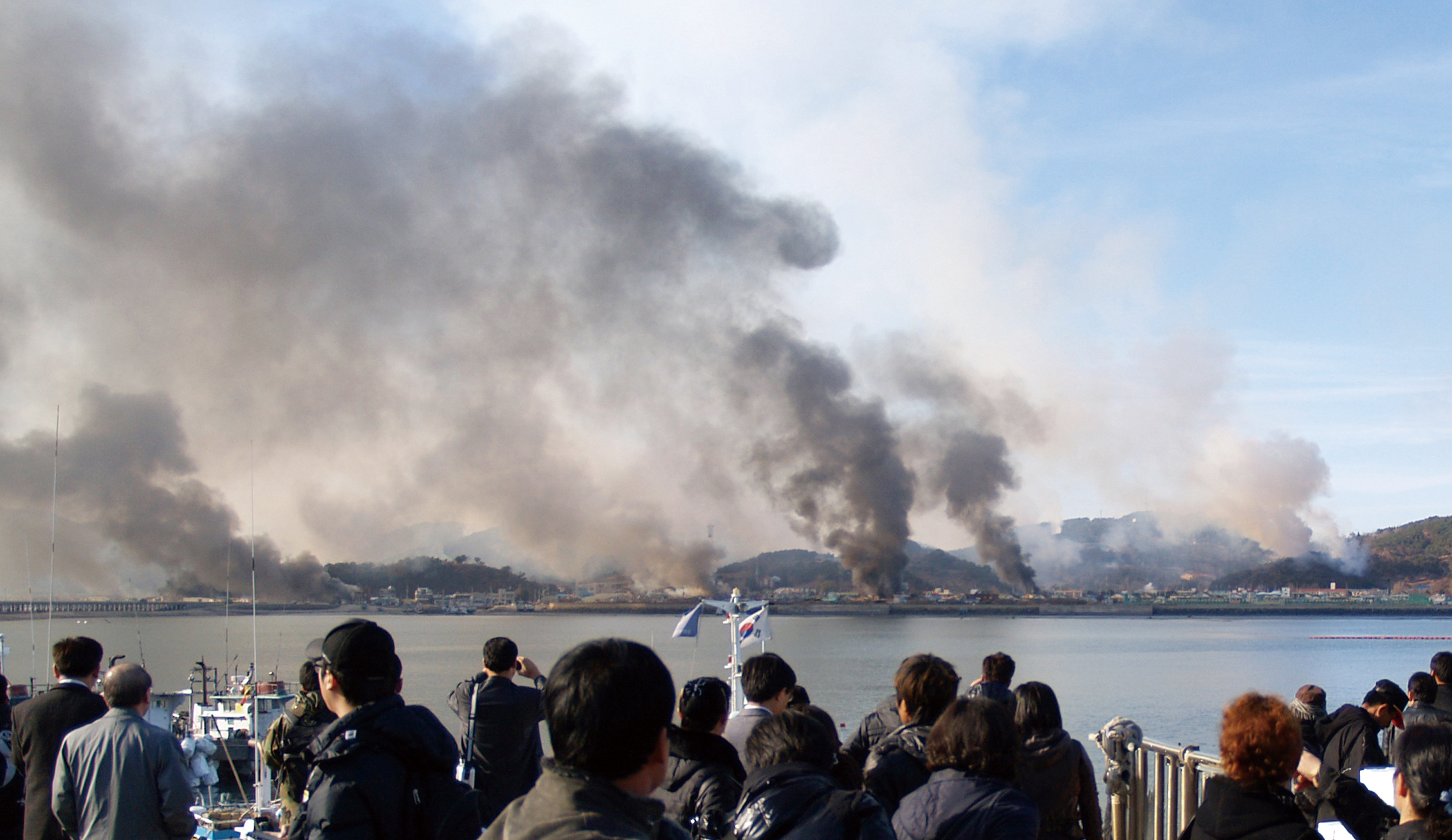
Granaten slaan in op het eiland Yeonpyeong

- Eerste slag om Yeonpyeong (1999) - vier Noord-Koreaanse patrouilleboten en een groep vissersboten staken de grens over. Er ontstond een vuurgevecht waarbij één Noord-Koreaans schip tot zinken werd gebracht en meerdere schepen beschadigd raakten. Hierbij kwamen 30 matrozen om en raakten er 70 gewond.
- Tweede slag om Yeonpyeong (2002) - twee Noord-Koreaanse patrouilleboten, met zo'n 30 vissersschepen onder hun hoede, staken de NLL over nabij het eiland Yeonpyeong en openden het vuur.[3] Er werd teruggeschoten waarbij een Noord-Koreaanse schip beschadigd raakte. Een Zuid-Koreaans schip onderging hetzelfde lot en zonk terwijl het naar een haven werd gesleept. Aan de kant van Zuid-Korea werden vier matrozen gedood en 18 raakten gewond.
- Op 1 november 2004 staken drie Noord-Koreaanse schepen de NLL over. Ze werden uitgedaagd door Zuid-Koreaanse patrouilleboten, maar reageerden niet. Na een uur trokken de Noord-Koraanse schepen terug, er zijn hierbij geen schoten gewisseld.
- Slag bij Daecheong (2009) - een Noord-Koreaanse kanonneerboot stak de NLL over en kwam in de wateren bij het eiland Daecheongdo. Zuid-Koreaanse schepen openden het vuur en veroorzaakten ernstige schade aan een Noord-Koreaans patrouilleschip met een dode tot gevolg.
- Vanaf 27 januari 2010 vuurde de Noord-Korea artillerie granaten af die bij de NLL neerkwamen.[4] Zuid-Koreaanse schepen schoten terug. Het incident vond plaats nabij Baengnyeong-eiland. Het vuurgevecht duurde enkele dagen
- ROKS Cheonan zinkt (2010) - ROKS Cheonan (PCC-772), een Zuid-Koreaans korvet, werd tot zinken gebracht door een explosie. Het schip brak in tweeën en zonk waarbij 46 matrozen om het leven kwamen. Zuid-Korea leidde een internationale onderzoek en gaf Noord-Korea de schuld, dat betrokkenheid ontkende.
- Bombardement op Yeonpyeong (2010) - Noord-Koreaanse troepen vuurden ongeveer 3600 artilleriegranaten af op Yeonpyeong, waarbij vier Zuid-Koreanen omkwamen en veel schade werd aangericht in het vissersdorp op het eiland.
- Dood van Zuid-Koreaanse visserij-inspecteur (2020) - in september kwam een Zuid-Koreaans schip ten noorden van de NLL. Het werd beschoten waarbij een inspecteur werd gedood.

## Trivia
In 2015 kwam de Koreaanse film Northern Limit Line uit, dit heeft de tweede slag om Yeonpyeong als thema. Het was de best bezochte film in Zuid-Korea in dat jaar.